# クラウズ (1960年代のイギリスのバンド)
クラウズ（Clouds）は、1960年代に活動し1971年10月に解散した、スコットランド出身のロック・バンド。イアン・エリス（Ian Ellis、ベース/リード・ボーカル）、ハリー・ヒューズ（Harry Hughes、ドラム）、ビリー・リッチー（Billy Ritchie、キーボード）の3人編成であった。

## 経歴

### 前史：ザ・プレミアーズ
1964年はじめ、イアン・エリスとハリー・ヒューズは、ザ・プレミアーズ(The Premiers)というバンドで一緒に演奏していた。このバンドは、ビル・ローレンス（Bill Lawrence、ベース）、ジェイムズ・'シャミー'・ラファティ（James ‘Shammy’ Lafferty、リズムギター）、デレク・スターク（Derek Stark、リードギター）、ハリー・ヒューズ（ドラム）、イアン・エリス（ボーカル）という編成だった。やがて、オルガンが入ればサウンドがよくなるとバンドは考え、ビリー・リッチーが参加することになった。
シリル・ステイプルトン(Cyril Stapleton)に見いだされて、バンドはロンドンへ行き、デモテープをいくつか作ったが、そこからは何も得られず、スターク、ローレンス、ラファティの3人はバンドを脱退してしまった。この背景には、リッチーの参加が、もともとバンドが意図していた以上の変化をバンドにもたらしたという事情もあったようである。エリスは、ボーカルに加えベースも引き受けることを決め、3人になったグループは、新たな音楽性を目指すことを決意してバンドの名前をザ・プレミアーズから、1-2-3 に改めた。

### 1-2-3
1-2-3 は、前身のバンドとはかなり違ったサウンドを打ち出しており、それは当時のどんなバンドとも大きく違っていた。1966年11月には1-2-3 として初のライブを行うが、スコットランドではほとんど評価を得られないまま、バンドは1967年2月にロンドンへと拠点を移した。ロンドンなら、自分たちの独自の音楽が受け入れられると期待してのことであったが、初期の聴衆はギターを欠いた編成に戸惑うのが常であった。
このバンドは、ロンドンのマーキー(Marquee Club)に、今や伝説的になっている箱バン（契約により一定期間連続してその店に出演するバンド）として出演を続け、それを聴きに来た聴衆の中には、後にプログレッシブ・ロックのスターとなるリック・ウェイクマンやキース・エマーソンらも含まれていた。ただし、リック・ウェイクマン本人は1-2-3もクラウズも見たことがないと言っている。他の場所での下積みの演奏経験を経ずに、無名のバンドがマーキーでヘッドライナーを務めるというのは異例のことであった。当時、彼らは「ユニークなグループ … ポップ・グループの音楽としてはまったく新しいサウンドを生み出している」と評されていた。同じ記事は、「実にエキサイティングな本質をもった 1-2-3」とも記している。当時、人気が高かったのはタムラ/モータウン系の音楽だったが、このバンドは、ブルース、クラシック、ポップ、スキャット・ジャズなどを巧みに混ぜ合わせ、ジャンル分けのカテゴリーを打ち破るような編曲で包み込んでみせた。彼らがステージで演奏するセットには、自作曲とスタンダードを盛り込まれていたが、後者は徹底的に改変され、本質的にまったく新しい作品となっていた。それは、後にアメリカ合衆国のバンド、ヴァニラ・ファッジが用いたテクニックであったが、ヴァニラ・ファッジが原曲をゆっくりとしたテンポで演奏することによってメロドラマ的効果を上げようとしたのに対して、1-2-3 はスイングに注力しており、原曲を表現手段とするというより、原曲を自分たちの表現の踏み石にしていた。それでも彼らは、自分たちの密かな欲望と、しっかりと焦点を当てた旋律との間でバランスをとっていた。そんなことができていたのは彼らだけであった。
1967年に、バンドがマーキーに出演し続けていた頃、彼らはビートルズを世に送り出したブライアン・エプスタインのマネジメント会社NEMSエンタープライズと契約した。この件は、全国的媒体にも報じられ、雑誌に写真と記事が載った。
マーキーの聴衆の中には、後にスーパースターとなるデヴィッド・ボウイがいた。1967年の時点でこのバンドについて『Record Mirror』誌にインタビューされたボウイは、「この3人のアザミとハギスの声の連中は、ユニークなポップ・ミュージックという刻印をもって、自己主張の固まりのようなヒッピーたちの群れに立ち向かうだけの剛胆さがあるが、凡庸な奴らの不寛容のおかげで浮き流されていて、ちょうど『The Beano』の漫画にホガースが紛れ込んでいるみたいだ。」と答えている。また、その後1994年に、1-2-3 がボウイの曲 ("I Dig Everything")を取り上げていたことについて質問された際には、「曲自体は根本的に改変されていたけれど、曲の心情や魂はそのまま残った」とも答えている。ボウイは、ビリー・リッチーは「天才」だと思うとも発言している。
1-2-3 はNEMSエンタープライズとと契約した関係で、同社の創業者ブライアン・エプスタインが主催したジミ・ヘンドリックス・エクスペリエンスのサヴィル・シアター(Saville Theatre)公演のオープニングアクトを務めた。そしてエプスタインの死後、バンドは後継者となったロバート・スティグウッド(Robert Stigwood)の傘下に入った。しかし、スティグウッドは、同じオーストラリア人であるビージーズと契約して、その売り出しに手一杯となる。このため、クラウズとのマネジメント契約は程なくして解消された。NEMSから離れた後、バンドは精力的にロンドンのクラブ・サーキットで演奏し続けた。ロンドン東部のイルフォード(Ilford)のクラブで、このバンドを見たテリー・エリス(Terry Ellis)は、すぐさま彼らを新しい会社と契約させ、バンド名をクラウズ(Clouds)と改称させた。

### クラウズ
もともとエリス＝ライト・エージェンシー(the Ellis-Wright agency)という名称だったエリスの会社は、成長してクリサリス・レコードになった。1969年3月、クラウズはクリサリスと提携していたアイランド・レコードからデビュー・シングル「Make No Bones About It」を発表。続いて、アイランドのサンプラー・アルバム『You Can All Join In』に「I'll Go Girl」を提供した。この『You Can All Join In』にはジェスロ・タル、フリー、トラフィック、フェアポート・コンヴェンションなども楽曲を提供しており、同アルバムは全英アルバムチャートで18位に達した。そして、1969年8月にクラウズ自身のファースト・アルバム『The Clouds Scrapbook』が発売された。同アルバムに収録された「I'll Go Girl」の別バージョンには、テン・イヤーズ・アフターのアルヴィン・リーによるギター演奏がオーバー・ダビングされている。
クラウズの名声は高まり、大きなツアーに参加したり、ロイヤル・アルバート・ホールに出演し、さらにニューヨークのフィルモア・イースト(Fillmore East)をはじめとする世界中の主だったコンサート会場で演奏するようになった。この時期に、バンドは多数のアルバムを発表した。作品は批評家に概ね好評をもって迎えられ、売上もそこそこあった。コンサート評も、概して好意的なものであった。『Billboard』誌に掲載された1970年のシカゴ、Arragon ballroom におけるコンサート評は「このバンドはデカくなるぞ (This band will be a giant.)」と始まっていた。
しかし、当初はそこそこの成功を収めたものの、クリサリスは徐々に重点をジェスロ・タルに移すようになり、1-2-3 時代から続いていた動きは失速してしまう。さらに、クラウズの3作目のスタジオ・アルバム『Watercolour Days』（1971年）は、『Billboard』誌では「流動的で型にはまらない演奏技術を駆使した独創的なフリー・フォーム・ロック」と好意的に評価されたが、セールス的には成功しなかった。名前が変わった後もクラウズは依然として興味深い存在だったが、革新的な音楽の創造は既にメインストリームの一部となっており、過当競争状態になっていたプログレッシブ・ロックのシーンで生き残るためのニッチを見いだすことができないまま、バンドは1971年10月に解散した。その後、イアン・エリスは短期間アレックス・ハーヴェイ(Alex Harvey)のバンドで活動し、1972年4月にはスティームハマー(Steamhammer)に加入した。
何年も後になって、再評価の対象となったのはこのバンドの初期の姿である 1-2-3 であった。オルガニストのリッチーは、先駆者としてキース・エマーソンやリック・ウェイクマンらへの途を拓いたと評価されるようになった。 デヴィッド・ボウイはじめ、多くの人々からの賞賛によって、このバンドの特徴的なギターレスでオルガン中心のサウンドが、今日ではプログレッシブ・ロックの波の決定的な先駆であったと認められるようになっている。

## ディスコグラフィ
| 発売 | タイトル                                                                   | レコード・レーベル                           |
| ---- | -------------------------------------------------------------------------- | -------------------------------------------- |
| 1969 | Make No Bones About It b/w "Heritage" （シングル盤）                       | Island WIP6055                               |
| 1969 | You Can All Join In （コンピレーション）                                   | Island IWPS2                                 |
| 1969 | The Clouds Scrapbook （アルバム）                                          | Island ILPS9100                              |
| 1969 | Scrapbook b/w Carpenter （シングル盤）                                     | Island WIP6067                               |
| 1969 | Scrapbook b/w Old Man （シングル盤）                                       | Island （ヨーロッパ大陸のみ）                |
| 1969 | The Best of Island （コンピレーション）                                    | Island 88418Y （オランダのみ）               |
| 1969 | London Pop News （コンピレーション）                                       | Island 88514UFY（ドイツのみ）                |
| 1969 | Bumpers （コンピレーション）                                               | Island IDP1                                  |
| 1970 | Up Above Our Heads （アルバム）                                            | Deram DES18044 （米国、カナダのみ）          |
| 1970 | Take Me To Your Leader b/w "Old Man" （シングル盤）                        | Island （ヨーロッパ大陸のみ）6014017         |
| 1971 | Watercolour Days （アルバム）                                              | Island/Chrysalis ILPS9151, Deram18058        |
| 1992 | Nice enough to Join in （再発CD）                                          | Island IMCD150                               |
| 1996 | Scrapbook/Watercolour Days （再発）                                        | BGO/EMI BGOCD317                             |
| 1999 | Coda                                                                       | Sunrise Records （非公式音源のコレクション） |
| 2002 | The Birth of Prog (1-2-3)                                                  | Sunrise Records （非公式音源のコレクション） |
| 2005 | Strangely Strange but Oddly Normal （コンピレーション・ボックスセット）    | Island-Universal Records 9822950             |
| 2008 | The Clouds Scrapbook （再発CD、ダウンロード ）                             | Island-Universal Records                     |
| 2009 | Strangely Strange but Oddly Normal（コンピレーション・ボックスセット再発） | Universal UMC8472                            |
| 2010 | Up Above our Heads(Clouds 1966-71) （CD2枚組アンソロジー）                 | BGO/EMI BGOCD966                             |